# 丁仲礼
丁仲礼（1957年1月14日—），浙江嵊州人，中华人民共和国地质学家，中国科学院院士，中华人民共和国政治人物，副国级领导人，现任第十四届全国人大常委会副委员长、中国民主同盟中央委员会第十二届、十三届主席，以及欧美同学会第八届理事会会长。曾任中国科学院大学校长、中国科学院副院长。

## 生平
1957年1月，生于浙江省绍兴嵊州市。1982年，毕业于浙江大学地质系，获理学士学位。同年考取中国科学院硕士研究生，导师刘东生。1988年，获中国科学院地质研究所地质学博士学位。2005年11月，当选中国科学院地学部院士。1999年至2007年，连任2届中国科学院地质与地球物理研究所所长。2007年12月，在民盟十届一中全会上，他出任民盟中央副主席的职务。2008年1月，任中国科学院副院长。2014年4月至2018年5月任中国科学院大学校长。2017年12月10日当选民盟中央主席。2018年3月17日，当选为第十三届全国人民代表大会常务委员会副委员长。
2010年，柴静在节目《面对面》中，就“什么是公平的减排方案”对丁仲礼进行辩论式采访。因在采访中丁仲礼反对以国家为单位计算碳排量并对柴静发出“中国人还是不是人”的质问而在中国大陆互联网爆红。在丁仲礼被美国制裁后该采访也再次获得热度。
2020年12月，美国国务院宣布因香港问题制裁丁仲礼等第十三届全国人大常委会全部14名副委员长。
2021年1月22日，第八届欧美同学会（中国留学人员联谊会）第一次全国会员代表大会召开，大会选举其担任第八届理事会会长。
2022年9月，由丁仲礼和张涛等多位专家撰写的《碳中和：逻辑体系与技术需求》一书由科学出版社正式出版，此书入选了中宣部2022年主题出版重点出版物。
2022年9月16日，丁仲礼率队赴河北省广宗县调研民盟中央定点帮扶工作。在广宗期间，丁仲礼一行出席了中国民主同盟帮扶广宗县教育结对签约暨捐赠仪式，参加了帮扶工作座谈会，听取广宗县委相关工作汇报，并到南寺郭葡萄小镇进行调研。
2022年9月20日至21日，丁仲礼率民盟中央调研组在云南省调研高原湖泊保护治理等工作。
2022年12月23日，在中国民主同盟第十三届中央委员会第一次全体会议上连任主席。
2023年3月10日，在第十四届全国人大上连任全国人大常委会副委员长。